# Mr. Big
A Mr. Big egy amerikai zenekar Los Angelesből, melyet 1988-ban alapított a basszusgitáros Billy Sheehan. Nevüket egy Free szám után választották, melyet később fel is dolgoztak (az 1993-as "Bump Ahead" albumon hallható). Eddig kilenc stúdiólemezük jelent meg, melyből a második, "Lean into It" album platinalemez lett. Nevükhöz olyan slágerek, mint a "To Be With You" és "Just Take My Heart" c. dalok köthetőek. A zenekar legnagyobb sikereit Japánban érte el, ennek apropóján az eddig megjelent 10 koncertlemezükből 8 Japánban került rögzítésre.

## Történet

### Kezdetek (1988-1989)
Miután Billy Sheehan 1988-ban kilépett David Lee Roth zenekarából, elkezdte szervezni saját zenekarát. Beszervezte a szakmai berkekben már elismert volt Racer X gitáros Paul Gilbertet, az Eric Martin Bandből az énekes Eric Martint és Pat Torpey dobost. A zenekar felvette Walter "Herbie" Herbertet managernek, aki korábban olyan zenekarokat menedzselt, mint a Journey, Europe és Santana. Gyakorlatilag ahogy 1989-re kialakult a zenekar, már lemezszerződésük is lett az Atlantic Records lemezkiadónál.

### Áttörés, fénykor (1989-1997)
1989-ben megjelent első lemezük, ami bár meglehetősen jó fogadtatásban részesült a "szakmán" belül, az amerikai közönség mégsem harapott igazán rá. Nem úgy Japán, ott óriási siker lett a lemez. A zenekar 1990-ben a Rushal közösen turnézott. Ugyan ebben az évben, a Charlie Sheen és Michael Biehn főszereplésével készült Elit kommandó c. filmben betétdalként szerepelt a "Strike Like Lightning" és "Shadows" c. számok.

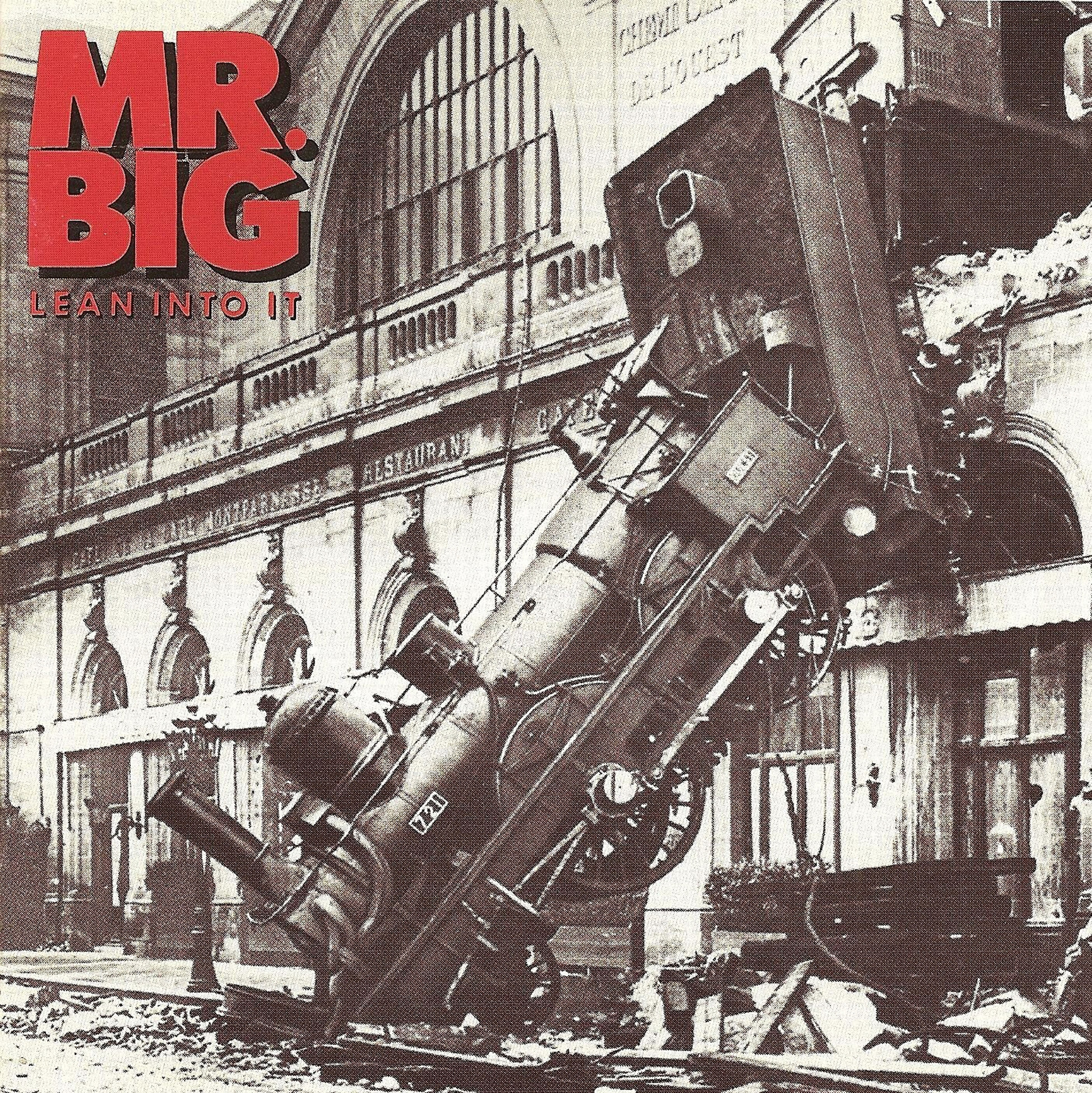
A "Lean into It" c. album lemezborítója

1991-ben megjelent második albumuk "Lean intio It" címmel. Ezzel a lemezzel sikerült áttörni az amerikai piacon is, köszönhetően a "To Be With You" és "Just Take My Heart" balladáknak, valamint a "Green-Tinted Sixties Mind" c. számnak. A "To Be With You" a Billboard lista első helyén, a "Just Take My Heart" pedig a tizenhatodik helyen nyitott. Az album borítóján egy a Montparnasse-i vasúti szerencsétlenséget ábrázoló kép látható.
1992-ben adták ki a San Franciscóban rögzített "Mr. Big Live" koncertfelvételt hanglemez, és koncertvideó formájában is. Ezt követően három alkalommal az Aerosmith előtt léptek fel a londoni Wembley Stadionban.
1993-ban adták ki harmadik lemezüket, "Bump Ahead" címmel. A lemez bár zeneileg a "Lean into It" folytatásaként fogható fel, az USA-ban közel sem produkálta elődje sikereit. A lemezen hallható "Wild World" c. szám egy Cat Stevens feldolgozás. A dal a Billboard Hot 100as lista 27-ik helyét foglalta el megjelenésekkor. A zenekar ebben az évben járt először Magyarországon, az Aerosmith előzenekaraként a Budapest Sportcsarnokban léptek fel 1993. november 13-án.
1994-ben megjelent a "Japandemonium: Raw Like Sushi" koncertlemezük, majd 1996-ban a következő lemezük a "Hey Man". A lemezen található "Take Cover" c. szám két alkalommal volt a Mega Man rajzfilmsorozat végefőcim dala.
Bár az amerikai piacon nem sikerült megismételniük korábbi sikereiket, az ázsiai színtéren, különösen Japánban továbbra is nagy népszerűségnek örvendhetett a zenekar. Ebből kifolyólag számos koncertlemezük került rögzítésre a felkelő nap országában, a "Live at Budokan" például, először eleve csak ott jelent meg. Mire azonban a felvétel kiadásra került, Paul Gilbert kilépett a zenekarból.

### Gilbert kiválása, feloszlás (1997-2002)
Gilbert 1997-ben kilépett a zenekarból és újjáalapította korábbi zenekarát a Racer X-et. A Mr. Big új gitárosa pedig az a Richie Kotzen lett, aki annak idején C.C. DeVillet váltotta a Poisonban. Ezzel a felállással jelent meg 1999-ben a "Get Over It" album. Bár a kislemezen megjelenő "Superfantastic" c. szám jól szerepelt, maga az album a zenekar legsikeresebb országában, Japánban is igen langyos fogadtatásban részesült. Még ebben az évben egy japán valamint egy rövid amerikai turnéba kezdtek. 1999. december 31-én pedig a Osaka Domeban léptek fel az Aerosmith előtt.
Feszültség alakult ki a zenekaron belül, mikor Sheehan belekezdett egy turnéba néhai zenésztársával Steve Vai-jal. A zenekar többi tagja gyakorlatilag nélküle írta meg az új album dalait (mindössze egy számnál van feltüntetve Sheehan, mint szerző). 2001-ben jelent meg következő lemezük "Actual Size" címmel. Az album legsikeresebb dala a kislemezen is megjelenő "Shine" c. szám volt, ami Japánban listavezető sláger lett. A feszültség tovább nőtt a zenekaron belül a "Shine" c. szám klip forgatása közben. Ekkor döntötte el Eric, Richie és Pat, hogy kiteszik Sheehant a zenekarból. Mivel ez a döntésük azonban a rajongói bázis rohamos csökkenéséhez vezetett, így muszáj volt visszahívniuk Billyt. Bár Sheehan dühös volt, hogy kirakták abból a zenekarból, amit ő alapított, de beleegyezett a visszatérésbe, ám csak egy búcsú turné erejéig.
A Mr. Big 2002-ben feloszlott, a búcsú turné befejezte után.

### Visszatérés és új lemez (2009–2013)
A visszatérés gondolata 2008-ban fogalmazódott meg, mikor Gilbert csatlakozott egy Los Angeles-i fellépésen Pathez, Billyhez és Ritchie-hez. Mivel a fellépésen mindenki jól érezte magát, pár nappal később felhívták Ericet is, hogy benne lenne-e, hogy újra összeálljanak.
2009. február 1-jén jelentették be egy Japán rádióban visszatérésüket. Júniusban egy tizenegy állomásos turnéba kezdtek Japánban, majd egy 20 állomásos európai turné következett, valamint egy-egy koncertet adtak Szingapúrban, Thaiföldön és Indonéziában.
2010. szeptember 10-én jelent meg új stúdiólemezük "What if..." címmel. A lemezhez két videóklip készült, az "Undertow" és az "All The Way Up" c. dalokhoz. A zenekar a 2011-ben a lemezhez kapcsolódó 84 állomásos turnéba kezdett, ami április 2-án indult Kaliforniában, majd október 15-én ért véget Törökországban.
2011-ben a Kami-sama no Memo-chō anime első részének végefőcím dalaként hangzott el a Mr. Big "Colorado Bulldog" c. száma.

### The Stories We Could Tell (2014-napjaink)
2014. március 6-án a zenekar dobosát, Pat Torpeyt Parkinson-kórral diagnosztizálták.
2014. szeptember 30-án jelent meg a zenekar nyolcadik lemeze "The Stories We Could Tell" címmel, a Frontiers Records gondozásában. A lemez producere az a Pat Regan, aki az 1999-es "Get Over It" producere is volt. A lemez felvételei során a dobot dobgép segítségével rögzítették, mivel Pat betegségéből kifolyólag nem tudta azt feljátszani. Bár a zenekar dobosa hivatalosan továbbra is Pat Torpey, a koncerteken Matt Starr fogja őt helyettesíteni.
Defying Gravity
2017. július 7-én jelent meg a zenekar utolsó stúdióalbuma a "Defying Gravity". Kiadója a Frontiers lett és a produceri munkákat az a Kevin Elson kapta, akivel a zenekar az első albumait készítette. A lemezen Pat Torpey helyett Matt Starr dobolt, de a dobszólam némelyik figuráját Pat dolgozta ki.
Pat Torpey halála (2018. február 7.)
Utolsó közös fellépésük Wolverhamptonban volt 2017. november 23-án. Két és fél hónappal később Pat Torpey 64 éves korában, betegsége szövődményeinek következtében elhunyt.
Emlékkoncertjére 2018. május 23-án került sor, Agoura Hills, Kaliforniában a The Canyon klubban Richie Kotzen vendégszereplése mellett. A zenekar legnagyobb slágere a "To Be With You" Matt Sorum, Dave Amato, Ricky Phillips, Keith St John, Prescott Niles, Kelly Keagy, Jeff Scott Soto, Ace Von Johnson és Gregg Bissonette énekelte.

## Tagok

### Jelenlegi tagok
- Eric Martin – ének (1988–2002, 2009–)
- Pat Torpey †   – dob, háttérvokál (1988–2002, 2009–18)
- Billy Sheehan – basszusgitár, háttérvokál (1988–2002, 2009–)
- Paul Gilbert – gitár, háttérvokál (1988–1997, 2009–)

### Korábbi tagok
- Richie Kotzen – gitár, háttérvokál (1999–2002)

### Kisegítő zenészek (koncerteken)
- Matt Starr – dob, háttérvokál (2014–)

## Diszkográfia

### Stúdiólemezek
- Mr. Big (1989)
- Lean into It (1991)
- Bump Ahead (1993)
- Hey Man (1996)
- Get Over It (1999)
- Actual Size (2001)
- What If... (2011)
- ...The Stories We Could Tell (2014)
- Defying Gravity (2017)

### Koncertlemezek
- Raw Like Sushi (1990)
- Mr. Big Live (Live in San Francisco) (1992)
- Raw Like Sushi II (1992)
- Japandemonium: Raw Like Sushi 3 (1994)
- Channel V at the Hard Rock Live (1996)
- Live at Budokan (1997)
- In Japan (2002)
- Back To Budokan (2009)
- Live from the Living Room (2011)
- Raw Like Sushi 100: Live in Japan 100th Anniversary (2012)
- Live from Milan (2018)